# Pe malul stîng al Dunării albastre
Pe malul stîng al Dunării albastre este un film românesc din 1983, regizat de Malvina Urșianu după propriul scenariu. Rolurile principale sunt interpretate de Gina Patrichi, Gheorghe Dinică, George Constantin, Stela Popescu, Valeriu Paraschiv, Mimi Enăceanu și Fory Etterle.
Subiectul filmului îl reprezintă căutarea în preajma evenimentelor de la 23 august 1944 a unei liste cu spioni naziști ce fusese ascunsă în casa unei boieroaice văduve.

## Rezumat
Spre sfârșitul celui de-al doilea război mondial, fosta artistă Zaza (Gina Patrichi) trăiește într-un conac mare din Bărăgan moștenit de la defunctul ei soț, boierul Alexandru Bengescu, alături de fiica ei vitregă, Leonora (Dana Felicia Simion), care o urăște, de majordomul Matei (Gheorghe Dinică), obraznic și cu tendințe protectoare, și de alți câțiva servitori. Ea rămăsese de timpuriu văduvă și era încă tânără, dar este copleșită de plictiseală în acel loc izolat. Frecvent este vizitată de maiorul german Willi Schmidt, care o curtează dar, în realitate, vrea să găsească lista cu spionii naziști din Balcani ascunsă de soțul decedat, și de un prieten din tinerețe, Dinu (Zephi Alșec). La petrecerile de la conac se consumă cantități mari de alcool, iar Zaza folosește tablouri de pe pereți ca ținte pentru tirul cu pistolul.
Din cauza faptului că Bucureștiul era bombardat de anglo-americani, la moșia sa sosesc cumnatul ei Costi (George Constantin), soția acestuia și văduva fratelui mai mic al celor doi frați. Nefiind în cele mai bune relații cu stăpâna casei, aceștia pleacă deseori în cursul zilei la moșia verilor de la Crețești. În timpul nopții, boierul Costi caută și el lista cu spioni naziști, scotocind prin toate camerele. Maiorul german discută cu Costi și ajung la concluzia că lista fusese probabil încredințată fetiței, care-și veghease tatăl pe patul de moarte.
Ca să mai alunge singurătatea Zazei, Dinu i-o aduce de la București pe fosta artistă Zaraza Lopez (Stela Popescu). Întâlnit cu prilejul unui bombardament în ruinele capelei, Iustin Bostaca (Valeriu Paraschiv), un militar aflat în permisie, este adus la conac pe post de ajutor al bătrânului mecanic Antohie. Tânărul se dovedește a fi un meșter priceput și repară ceasurile, radiourile și instrumentele muzicale din casă. El este comunist și participă în timpul liber la întâlniri conspirative cu localnicii ce au aceleași convingeri politice. 
Pe măsură ce frontul se apropie, găsirea listei cu spioni nemți devine din ce în ce mai necesară. Maiorul neamț aduce doi soldați pentru a repara instalațiile electrice, dar aceștia verifică pereții casei pentru a găsi o ascunzătoare. Costi continuă și el căutarea, pălmuind fetița și închizând-o în cameră pentru a afla locul unde era ascunsă lista. În paralel, Iustin se deplasează la Atelierele CFR din București și aduce puști pentru a organiza o acțiune împotriva nemților. În seara zilei de 23 august 1944, bănuind că se va petrece un eveniment important, Costi pleacă în capitală. După plecarea sa, Iustin reușește să găsească lista pe care fetița o ascunsese în spatele tabloului cu portretul mamei sale. Comuniștii de pe moșia Zazei pregătesc o acțiune în acea noapte, iar în conac au loc câteva schimburi de focuri cu nemții. 
Din cauza faptului în apropierea conacului începuseră luptele între soldații nemți și voluntarii comuniști înarmați, Zaza fuge împreună cu niște rude sosite întâmplător acolo în acea noapte. Matei trece de partea comuniștilor, afirmând că se bucură că s-a terminat cu burghezia. Filmul se termină cu imaginea fetiței care merge noaptea pe câmp târând cu ea portretul mamei sale.

## Distribuție
- Gina Patrichi — boieroaica văduvă Zaza Bengescu, fostă artistă
- Gheorghe Dinică — majordomul Matei, servitor al familiei Bengescu
- George Constantin — moșierul Costi Bengescu, cumnatul Zazei
- Stela Popescu — fosta artistă Zaraza Lopez, prietena Zazei
- Valeriu Paraschiv — Iustin Bostaca, un militar aflat în permisie, mecanic, activist comunist
- Mimi Enăceanu — boieroaica Davidescu
- Fory Etterle — domnul Guy, unchiul senil al lui Costi
- Marioara Sterian — Catrina, servitoarea Zazei
- Mariana Gorea — învățătoarea Iulia, nepoata mecanicului Antohie
- Maria Rotaru — soția lui Costi
- Emilia Dobrin Besoiu — cumnata Zazei și a lui Costi, văduva fratelui mai mic al lui Costi
- Ion Niciu — bătrânul mecanic Antohie de pe moșia familiei Bengescu
- Andrei Finți — maiorul german Willi Schmidt
- Ileana Stana Ionescu — rudă a soțului Zazei
- Virgil Ogășanu — rudă a soțului Zazei
- Geo Saizescu — Teodor „Bobby” Davidescu, fiul boieroaicei Davidescu
- Constantin Fugașin — învățătorul, fiul lui Mitrache
- Zephi Alșec — Dinu, un prieten din tinerețe al Zazei
- Marius Pepino — plutonierul de jandarmi
- Cornel Todea — ziaristul Sandu Borcea, care îl însoțește pe Dinu la conac
- Iulian Vișa — rudă a soțului Zazei
- Dorin Anastasiu — prieten al Zazei
- Radu Ionescu — rudă a soțului Zazei
- Dana Felicia Simion — fetița Leonora Bengescu, fiica vitregă a Zazei
- Dumitru Dimitrie
- Adrian Ștefănescu
- Viorel Plăvițiu — nea Ilie, țăran bărbos
- Romulus Bărbulescu
- Vasile Popa — militar german
- Constantin Păun
- Sever Plocon
- Dumitru Ghiuzelea — țăranul care îngrijește herghelia familiei Bengescu
- Dumitru Crăciun
- Doru Dumitrescu

## Personaje
Unul dintre personajele cele mai analizate de criticii de film este fetița Leonora Bengescu, fiica vitregă a Zazei, interpretată de eleva Dana Felicia Simion. Ea este un copil provenit dintr-o familie de condiție socială înaltă și cu o maturitate cu mult peste cea a vârstei sale. În finalul filmului, ea rupe legătura cu lumea ticăloasă în mijlocul căreia trăise până atunci și părăsește conacul tatălui ei, cărând cu ea portretul defunctei sale mame. Unii critici de film precum Magda Mihăilescu și Cleopatra Lorințiu au comparat această fetiță cu băiatul din Atunci i-am condamnat pe toți la moarte (1972). Spre deosebire de băiatul care condamnă lumea la pedeapsa capitală, fetița alege „refugiul în cărți și într-un instinctiv dispreț”.

## Producție
Scenarista și regizoarea Malvina Urșianu a realizat trei filme consacrate evenimentelor din august 1944: Serata (1971), Liniștea din adîncuri (1982) și Pe malul stîng al Dunării albastre (1983). Acțiunea din Liniștea în adîncuri este anterioară acțiunii din celelalte două filme. În fapt, regizoarea mărturisea în mai 1971, cu prilejul unei mese rotunde organizate de revista clujeană Tribuna, că a fost puternic marcată de evenimentele din august 1944 și considera că acel moment istoric „nu a fost un eveniment pe lângă care cei care l-au trăit indiferent de vârstă, să poată trece fără să și-l amintească, sau să-și poată permite să-l ignore în cursul carierei lor artistice”. Ea mărturisea că „în ceea ce mă privește, probabil că nu m-am eliberat de obsesia unor experiențe spirituale care mi-au marcat adolescența”.
Malvina Urșianu a fost preocupată în filmele sale de relația omului cu istoria. În studiul introductiv al volumului Serata - de la scenariu la film, Roxana Pană afirma că cele opt filme ale Malvinei Urșianu realizate până în 1989 constituie o operă coerentă și nu o simplă filmografie, regizoarea fiind „preocupată până la obsesie de temele majore, de meditația gravă, responsabilă, asupra dialecticii societății, filmele sale putând fi cu îndreptățire numite politice, în sensul implicării profunde și în cel al comunicării unui mesaj de nobila vibrație patriotică”.
Regizor secund a fost Dimitrios Sukas. Filmul a fost realizat pe pelicule prelucrate în Studioul de Producție Cinematografică București.

## Continuare
Malvina Urșianu a realizat în 1987 un film intitulat Figuranții, în care preia o parte din personajele din Pe malul stîng al Dunării albastre (cu actorii lor) și prezintă destinul Lenorei în anii '50 ai secolului al XX-lea. Fetița care căra cu ea prin ruine portretul mamei sale a devenit în acest film o femeie ce își caută rostul într-o lume străină.

## Recepție
Filmul Pe malul stîng al Dunării albastre a fost vizionat de 1.411.708 de spectatori la cinematografele din România, după cum atestă o situație a numărului de spectatori înregistrat de filmele românești de la data premierei și până la data de 31.12.2007 alcătuită de Centrul Național al Cinematografiei.
În cronica din revista Cinema (nr. 10/1983) scrisă cu prilejul premierei acestui film, Eva Sîrbu considera că fiecare din filmele Malvinei Urșianu sunt „puncte de vedere” asupra unor evenimente, stări și sentimente. Pe malul stîng al Dunării albastre era caracterizat ca „un punct de vedere asupra tuturor aceste puncte de vedere”, care integra toate opiniile regizoarei cu privire la istorie, dragoste și viață. Interpretarea savuroasă a Ginei Patrichi este lăudată de jurnalistă prin următoarele cuvinte: „Zaza Ginei Patrichi este uluitoare și paradoxală ca amestecul de colonie franțuzească cu mirosul de ceapă și țuică”.
Analizând acest film în lucrarea Istoria filmului românesc (1897-2000) (Ed. Fundației Culturale Române, București, 2000), criticul Călin Căliman aprecia portretele de personaje realizate de regizoare, precum și imaginile operatorului Vivi Drăgan Vasile filmate în „lumini” reci sau calde, în funcție de mediul investigat. El constată că filmul se termină într-o notă de optimism și speranță, prin prezentarea fetiței care duce tabloul mamei sale, considerând că evenimentele din august 1944 au fost trăite de regizoare cu ochii ei de copil.
Criticul Tudor Caranfil a dat filmului două stele din cinci și a făcut următorul comentariu: „Un 23 august 1944 într-o familie boierească înspăimântată de simptomele viitoarei lumi. Revenire nostalgică a autoarei pe urmele Seratei și premoniție a Figuranților, descifrând, de astă dată, istoria prin ochii unei fetițe (Dana Felicia Simion). „Regizoarea reușește portrete (psihologice, morale, de epocă) în aqua forte, susținute de actori copleșitori” (cf. Eva Sârbu).”
Jurnalistul Cristian Tudor Popescu, doctor în cinematografie și profesor asociat la UNATC, considera Pe malul stîng al Dunării albastre drept un film cu caracter politic și propagandistic al epocii comuniste.

## Premii
Regizoarea Malvina Urșianu a primit în anul 1983 Premiul special al juriului și Premiul pentru scenariu al Asociației Cineaștilor din România (ACIN) pentru filmul Pe malul stîng al Dunării albastre, iar actriței Gina Patrichi i s-a decernat Premiul pentru interpretare feminină pentru rolul Zaza din acest film.
Directorul de imagine Vivi Drăgan Vasile a obținut o mențiune pentru imagine la Festivalul Național Costinești pentru filmul Pe malul stîng al Dunării albastre (1983).